# Hoazinoides magdalenae
Hoazinoides magdalenae (лат.) — вид вымерших тропических птиц из семейства гоациновых (Opisthocomidae) отряда гоацинообразных (Opisthocomiformes), живших во времена миоцена (13,8—5,333 млн лет назад). Единственный вид в роде Hoazinoides. Ископаемые остатки найдены в Колумбии.
Родовое название указывает на сходство птицы с современным гоацином, а видовое — на обнаружение окаменелостей рядом с рекой Магдалена.

## Описание
Как и многие другие ископаемые птицы, он известен по фрагментарным остаткам, включая заднюю часть черепа, образец UCMP 42823, и кости конечностей. Из этих остатков видно, что птица была похожа на гоацина, и отличалась от него только тем, что теменная стенка черепа была вогнутой, а коракоид и грудина не были сросшимися. Именно поэтому Таб Расмуссен (1997) создал для него новое семейство Hoazinoididae. Ноги Hoazinoides magdalenae были похожи на ноги современных сов, у которых четвёртый палец ноги может вращаться назад. Кроме того, остатки дистальной части локтевой кости и запястно-пястной кости указывают на то, что их конечности были похожи на конечности гоацинов.